# Афросіаб
Афрасіаб (місто) (тадж. Афросіоб) — стародавнє городище площею понад 200 га у вигляді скупчення жовто-сірих лесових горбів, розташоване на північній околиці сучасного Самарканда. Отримало назву на честь свого легендарного засновника Афрасіяба — міфічного царя Турана і одного з легендарних героїв поеми великого перського поета Фірдоусі «Шахнаме».
Багато вчених вважають, що Афрасіаб було стародавньою Согдійською столицею, знаменитою Мараканди.